# Radobuđa
Radobuđa es un pueblo ubicado en la municipalidad de Arilje, en el distrito de Zlatibor, Serbia.

## Superficie
Posee una superficie de 15,37 kilómetros cuadrados.

## Demografía
Hasta 2011 la población era de 307 habitantes, con una densidad de población de 19,97 habitantes por kilómetro cuadrado.